# Nemotelus punctifacies
Nemotelus punctifacies är en tvåvingeart som beskrevs av Becker 1913. Nemotelus punctifacies ingår i släktet Nemotelus och familjen vapenflugor.
Artens utbredningsområde är Iran. Inga underarter finns listade i Catalogue of Life.